# Tề Tần
Tề Tần (phồn thể: 齊秦; giản thể: 齐秦; bính âm: Qí Qín) là một ca sĩ và nhạc sĩ người Đài Loan. Tác phẩm nổi tiếng nhất của ông được nhiều người Việt biết đến là nhạc phẩm "Hẹn ước mùa đông" (大約在冬季, Đại ước tại đông quý), thường được biết với phiên bản tiếng Anh "Say You Will".

## Thiếu thời
Tề Tần sinh ngày 12 tháng 1 năm 1960 tại Đài Trung, Đài Loan. Từ khi còn nhỏ, thân phụ ông đã đặt cho ông một chế độ học tập nghiêm ngặt hàng ngày, bắt đầu từ 5 giờ sáng. Các môn học của ông đa dạng từ âm nhạc và văn học Anh đến văn học cổ điển Trung Quốc và thơ Đường. Tề tuy vậy lại không thích đọc sách. Khi ở tuổi thiếu niên, sự áp đặt giáo dục của thân phụ ông gây ra căng thẳng cho mối quan hệ giữa họ. Tề gia nhập một băng đảng địa phương bất chấp sự ngăn cản của cha mình, và từng phải phải ngồi tù ba năm. Trong thời gian bị giam giữ, Tề đã học được cách hướng nội và bắt đầu ghi nhật ký. Khi ở trong tù, ông được đánh giá cao về âm nhạc. Nhà tù có một cây đàn guitar trong sân để giải trí cho "tội phạm vị thành niên" và Tề đã tự mày mò học cách chơi.
Sau khi được thả, Tề và chị gái của mình, Tề Dự, thường hát cùng nhau tại nhà, nhưng cha ông bắt ông phải chịu quản thúc tại nhà trong vòng một năm. Tề Dự, khi đó đã là một ca sĩ nổi tiếng, đã hướng dẫn cho em trai những bước khởi đầu trong lĩnh vực này. Bất cứ khi nào biểu diễn tác phẩm ưng ý nhất của mình "Cây cà na" (橄欖樹, The Olive Tree), cô luôn nói với khán giả rằng em trai mình còn hát hay hơn, như một cách để lăng xê em trai.
Sau khi thân phụ qua đời vì bệnh ung thư, Tề đã từ chối thừa kế bất kỳ tài sản nào, nhưng ông vẫn giữ lại tất cả những quyển sách phải đọc.

## Sự nghiệp
Tề bắt đầu sự nghiệp chính thức của mình vào năm 1981 với album đầu tiên mang tên See her Slip Away Again (溜溜 的). Album nhanh chóng khiến ông trở nên khá nổi tiếng và cuối năm đó, ông đã phát hành bản hit "Wolf" năm 1985 và mở ra giai đoạn hợp tác với Rainbow Studios.
Sự nghiệp âm nhạc thường được Tề phân thành hai thời kỳ: "Thời kỳ Sói" (trước năm 1992, lấy tên theo bản hit phát hành năm 1985) và "Thời kỳ Hươu" (sau khi ông quy y Phật giáo vào năm 1992, lấy theo một bài thơ bắt đầu bằng câu "Lộc tiêu u u".).

## Đời tư
Tề Tần cũng rất nổi tiếng về mối quan hệ với Vương Tổ Hiền (Joey Wong), một nữ diễn viên nổi tiếng một thời tại Đài Loan. Mối quan hệ của họ kéo dài khoảng 16 năm, từ 1985 đến 2002. Họ chia tay và quay lại với nhau 3 lần, nhưng sau lần chia tay cuối cùng vào năm 2002, cô di cư sang Canada. Và giờ họ vẫn là bạn bè.
Tháng 3 năm 2010, Tề kết hôn với người vợ 27 tuổi, Sun Li Ya, ở Las Vegas (Mỹ) và cô đã hạ sinh một cô con gái nhỏ, Bonnie vào ngày 25 tháng 3 năm 2011.
Ngày 1 tháng 9 năm 2011, Tề bỏng nặng trong lúc trải qua một quá trình vật lý trị liệu. Về bỏng tuy không làm nguy hiểm đến tính mạng, nhưng vẫn để lại vết sẹo. Mặc dù giọng hát của Tề không bị tổn hại, nhưng các show diễn của ông phải đình lại trong lúc ông hồi phục.

## Ước hẹn mùa đông
Năm 1985, Tề Tần được mời tham gia đóng bộ phim "Phương thảo bích liên thiên" (芳草碧連天). Vương Tổ Hiền, một nữ diễn viên trẻ người Đài Loan nhưng lại thành danh ở Hongkong, cũng được mời tham gia. Hai người nhanh chóng nảy sinh tình cảm. Tình yêu với Vương Tổ Hiền là nguồn cảm hứng cho Tề Tần sáng tác nhiều ca khúc, trong đó có "Hẹn ước mùa đông", được sáng tác chỉ vỏn vẹn trong 15' đồng hồ. Năm 1987, bộ phim hoàn tất, Vương Tổ Hiền quay lại Hongkong tiếp tục phát triển sự nghiệp. Tề Tần phát hành album "Đông vũ" (冬雨), gồm nhiều ca khúc sáng tác trong thời gian cộng tác với Vương Tổ Hiền, trong đó có "Hẹn ước mùa đông". Bài hát nhanh chóng nổi tiếng, về sau được rất nhiều ca sĩ hát lại, trong đó nổi bật có phiên bản của Vương Kiệt (王杰, Dave Wang), phiên bản lời Anh "Say you will" của nhóm nhạc Tokyo Square. Lời Việt của bài hát cũng có nhiều phiên bản do nhiều ca sĩ thể hiện, nổi bật nhất là phiên bản "Hãy sống cho tuổi trẻ" do nhạc sĩ Anh Bằng viết lời Việt, ca sĩ Tuấn Ngọc trình bày lần đầu năm 1992.